# Comuna de Malanów
Malanów (polaco: Gmina Malanów) é uma gminy (comuna) na Polónia, na voivodia de Grande Polónia e no condado de Turecki. A sede do condado é a cidade de gimnazjum.
De acordo com os censos de 2004, a comuna tem 6 504 habitantes, com uma densidade 60,7 hab/km².

## Área
Estende-se por uma área de 107,17 km², incluindo:
- área agricola: 68%
- área florestal: 26%